# Kościół św. Kazimierza w Radgoszczy
Kościół Świętego Kazimierza – rzymskokatolicki kościół parafialny w Radgoszczy, należący do parafii pod tym samym wezwaniem w dekanacie Dąbrowa Tarnowska diecezji tarnowskiej.
Świątynia została wzniesiona w 1860 roku, dwa lata później konsekrował ją biskup tarnowski Józef Alojzy Pukalski.
Jest to budynek drewniany, oszalowany, o konstrukcji zrębowo-słupowej. Kościół posiada jedną nawę z transeptem i prezbiterium zamkniętym ścianą prostą. Przy prezbiterium od strony wschodniej znajduje się prostokątna zakrystia. Przy nawie od strony północnej i zachodniej są umieszczone kruchty, a po obu bokach znajdują się dwie dobudówki mieszczące składzik i wejście na chór muzyczny. Świątynię nakrywają dachy dwuspadowe, obite blachą. Nad nawą jest umieszczona wieżyczka z latarnią na sygnaturkę, zwieńczona iglicą. Wnętrze nakrywa strop płaski. Ramiona transeptu oddzielają od nawy spłaszczone arkady. Polichromia wnętrza o motywach ornamentalnych i figuralnych została namalowana w 1915 roku przez Stanisława Gucwę.
Ołtarz główny w stylu późnobarokowym według miejscowej tradycji został przeniesiony z kościoła w Szczucinie. W ołtarzu są umieszczone obrazy św. Kazimierza Królewicza, Matki Bożej z Dzieciątkiem i św. Marii Magdaleny, wszystkie powstały zapewne w XIX wieku, oraz rzeźby świętych: Piotra, Pawła, Wojciecha i Stanisława. Trzy ołtarze boczne w stylu klasycystycznym powstały około połowy XIX wieku. Chrzcielnica w stylu barokowym pochodzi z XVIII w. Organy o 22 piszczałkach zostały wykonane przez włocławskiego organmistrza Tadeusza Rajkowskiego w 1972 roku.